# Пакао
Пакао, према многим религијским схватањима, је пребивалиште грешника и место страдања и патње. Већина древних религија познавала је концепт места које је одвајало добре од злих или живе од мртвих (нпр. суморно Хадово подземно краљевство у грчкој митологији, или хладно и мрачно подземље Нилфхајма или Хела у норвешкој митологији). Хришћански теолози га описују као последње место у коме се налазе ђаволи и демони. Пакао је такође дефинисан као комплетна и завршна подела Божије љубави и милости према грешницима који су одбацили моралне стандарде и изабрали да живе грешнички живот. Чистилиште, у католицизму је место чишћења за грешнике који су заслужили спас, али нису окајали грехе почињене у животу на Земљи. Насупрот чистилишту, пакао је сматран вечном казном, без шансе за искупљење и спас оних који су у њему.

## Политеизам

### Африка
Пакао свахили митологије назива се кузиму, а веровање у њега се развило у 7. и 8. веку под утицајем муслиманских трговаца на источноафричкој обали. Замишљен је као веома хладно место. Религија Серер одбацује општи појам раја и пакла. У религији Серер, прихватање од стране предака који су одавно отишли је најближе сваком рају колико му може прићи. Одбацивање и постајање лутајућом душом је нека врста пакла за прелазника. Душе мртвих морају да крену у Јанив (свето пребивалиште душе). Само они који су живели своје животе на земљи у складу са Сереровим доктринама моћи ће да пређу ово неопходно путовање и тако буду прихваћени од предака. Они који не могу да пређу пут постају изгубљене и лутајуће душе, али не горе у „пакленој ватри“.
Према митологији Јоруба, не постоји паклена ватра. Зли људи (криви на пример за крађу, враџбину, убиство или окрутност) су ограничени на Орун Апади (рај уломака), док добри људи настављају да живе у царству предака, Орун Баба Ени (рај наших очева).

#### Древни Египат
Са успоном култа Озириса током Средњег краљевства, „демократизација религије“ је чак и његовим најскромнијим следбеницима понудила перспективу за вечни живот, при чему је морална способност постала доминантан фактор у одређивању подобности особе. Након смрти, особа се суочила са пресудом суда од четрдесет двоје божанских судија. Ако су водили живот у складу са прописима богиње Маат, која је представљала истину и исправан живот, особа је била добродошла у небеска поља трске. Ако би особа проглашена кривом, бачена је у Амит, „ждерача мртвих“ и осуђена на огњено језеро. Таква особа прво подлеже страшној казни, а затим бива уништена. Ови прикази казне су можда утицали на средњовековну перцепцију пакла преко раних хришћанских и коптских текстова. Очишћење за оне који се сматрају оправданим појављује се у описима „Острва пламена“, где људи доживљавају тријумф над злом и поновно рођење. Проклето потпуно уништење у стање небића постоји, али нема наговештаја вечног мучења; вагање срца у египатској митологији може довести до уништења. Прича о Камвесу описује мучење богатог човека, коме је недостајало милостиње, када умре и упоређује то са благословеним стањем сиромаха који је такође умро. Божанско помиловање на пресуди је увек остајало централна брига старих Египћана.

## Пакао у разним религијама

### Хришћанство

#### Православље
За православне хришћане, пакао је место самоизгнанства, где по сопственом избору одлазе они који су одбацили Христа односно, изабрали дела таме. Према Теофилакту Охридском пакао није казна којом Бог кажњава човека да би задовољио своје увређено достојанство (како је тврдио средњевековни римокатолички богослов Анселмо Кентерберијски). У свом делу Тумачење светог јеванђеља по Матеју, Теофилакт даље наводи: ,,Св. Иринеј Лионски каже: “Онима који се удаље од Бога по свом личном избору, Бог допушта одвајање од Њега, које су они својевољно изабрали. Али одвајање од светлости је тама…”  Другим речима, Бог није мучитељ, већ човекољубац, али они који су одступили од Бога, у оном свету и Његову љубав и светлост ће доживљавати као мучење и казну, јер ће Бог после Свеопштег Васкрсења бити свуда и у свему.
Зато Св. Василије каже: “Зла у паклу не долазе од Бога, него од нас самих.”
Св. Исак Сирин мисли управо на то када каже: “Кажем, они који се муче у паклу, муче се јер не могу да поднесу да их неко жарко воли… Потпуно је нетачно мишљење да су грешници у паклу лишени Божије љубави. Љубав је плод познања истине, према томе Љубав је подарена свима једнако. Али љубав има двојаки учинак: она је мучна за грешнике, док је уживање за оне који су живели у складу са њом”."

#### Друге хришћанске цркве и деноминације
Неправославни хришћани виде пакао као вечну казну за оне који не верују у Исуса Христа као њиховог спасиоца и који чине велике грехе у животу на Земљи. Изузеци су некад они који нису веровали у Исуса Христа али су имали олакшавајуће околности (младост, незнање, менталну болест и друго). Већина Хришћана верује да се одлазак у пакао деси одмах по наступању смрти, док други верују да се то дешава након Судњег дана.
Неке деноминације хришћанства, као нпр. Јеховини сведоци, верују да традиционална представа о паклу нема утемељења у Светом писму и да је неспојива са Богом љубави и правде. Верују да је грчки хадес, односно хебрејски шеол о којем говори Свето писмо у ствари заједнички гроб човечанства, стање непостојања, симболично почивалиште у којем умрли чекају ускрсење, те да мртви нису свесни ничега.

### Ислам
Муслимани верују у џехенем (арап. جهنم), који је сличан хебрејском гехену. У Кур'ану, светој књизи ислама, налазе се дословни описи ужареног пакла, као и раја (Jannah) попут цветног врта у коме ће уживати истински верници. Такође, рај и пакао су подељени у више нивоа, зависно од лоших дела почињених у животу (где је казна одређена зависно од тежине греха), а добра дела зависно од тога колико је појединац веровао у Бога (Алаха) на Земљи. У Кур'ану се у једнакој мери спомиње и пакао и рај. Кур'ан такође говори да неки који су осуђени на пакао нису осуђени заувек, већ на одређени период. Када дође Судњи дан, бившим осуђеницима ће бити суђено и одлучено да ли ће ући у рај или не.
Различити називи за пакао у исламској религији: al-Jahim, al-Hutamah, Jahannam, al-Nar, Hawiah, Saqor, Sijjin, al-Wail.

### Јудаизам
Гехена (хебр. גהנם) се спомиње у рабинској литератури. Понекад је то преведено као пакао али их не веже обавезно исто значење. Термин Гехена (понекад и Гехеном) је оригинално узет из имена долине (Gai'ben-Hinom- сува долина Хиномовог сина) у Јерусалиму, у кога су се бацали поклони који су намењени Храму, али нису прихваћени. У Јудаизму, Гехена није пакао, него више чистилиште где се особи судило на основу дела које је починио у животу. Кабала је описује као „чекаоницу“ за све душе, и добре и зле. Већина сматра да људи нису у Гехени заувек, већ најдуже 12 месеци. Уколико је особа добра, његова душа се пење у Олам Хабах (често повезано са рајем), а уколико је лоша, поновно се рађа.

### Кинеске и јапанске религије
Опис пакла је веома сложен у кинеским и јапанским религијама. Владар пакла мора да решава и политичка питања, као што то чине Земаљски владари. Пакао је предмет многих народних прича, у којима људи у паклу могу поновно умрети. Кинеско виђење пакла не укључује обавезно дугу патњу оних који су у њему. Они сматрају да је пакао сличан данашњој контроли пасоша или имиграцијској контроли. На сахрани, они спале и „чековну књижицу за пакао“ са умрлим. Са овом књижицом, умрли може подмитити владара пакла и потрошити новац са књижице у паклу или у рају.

### Хиндуизам
У Хиндуизму постоје контрадикције да ли пакао (Нарак) постоји или не. За неке је то само метафора за савест. Али у Махабхарати се спомиње да су Пандавас и Кауравас отишли у пакао. Он је такође описан у Пуранасу и осталим писаним документима. Верује се да људи који почине „paap“ (грех) оду у пакао и буду кажњени за грехе које су учинили. Бог, Yama, који је такође Бог смрти, је краљ пакла. Chitragupta, чувар записника о гресима, прочита грехе и Yama одреди казну. Ове казне укључују убацивање у кључало уље, пржење у ватри, мучење коришћењем разних оружја и др. Особе које окају своје грехе, поновно су рођени у складу с њиховом кармом. Нико није савршен и зато сви морају имати макар један забележен грех.

### Будизам
| „             | Оптерећен са две ствари, човек - сасвим сигурно - налази своје место у паклу. Које две? Лошим навикама и погрешним ставовима. | ” |
| — Готама Буда | |   |

У Будизму постоје разна веровања о паклу. Већина школа Theravāda, Mahāyāna и Vajrayāna признају разне облике пакла (као што су хладни и врели пакао), која су места велике патње за оне који чине лоша дела. Боравак у паклу је привремен. Онима који имају превише негативне карме су реинкарнирани ту, где остају док се та карма не потроши, а тад се рађају у другом окружењу, као што су људски лик, гладни духови, животиње и друго...

## Књижевност
Једно од највећих књижевних дела које говори о овој теми је Дантеов „Пакао“, први део Божанствене комедије. Он га је поделио на 9 кругова и у њих сврсао све издајнике, крадљивце итд...
Археолози тврде да су пронашли „капије пакла“, улаз у подземни свет, по грчким и римским легендама.